# مسجد بينانج
مسجد بينانج (الملايو: Penang State Mosque) المسجد يقع في مدينة جورج تاون في ولاية بينانغ في ماليزيا، اكتمل بناء المسجد في عام 1980، استلهم تصميم المسجد البرازيلي اوسكار نيماير من كاتدرائية برازيليا في برازيليا في البرازيل، الهندسة المعمارية هي خليط من الحداثة المعمارية الغربية، صمم المسجد من قبل المهندس المعماري الفلبيني ايفرين بريندز باز .

## الصور

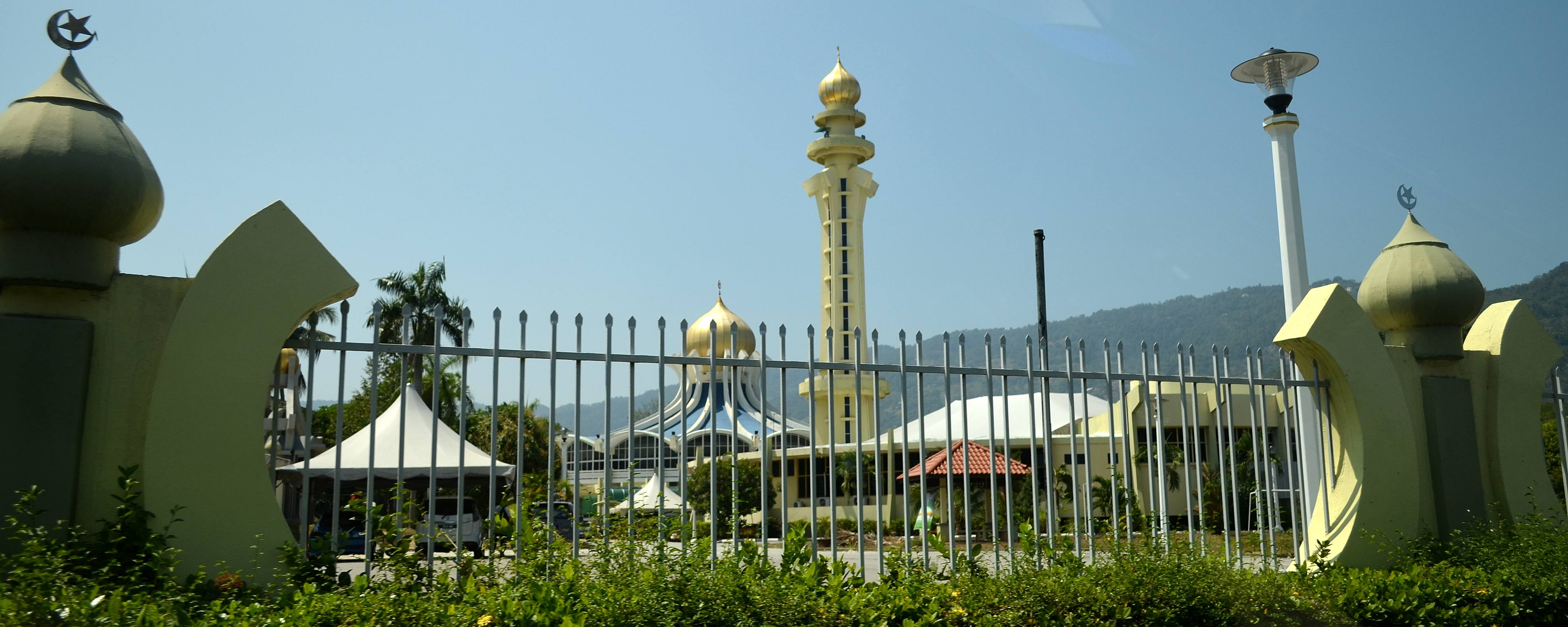
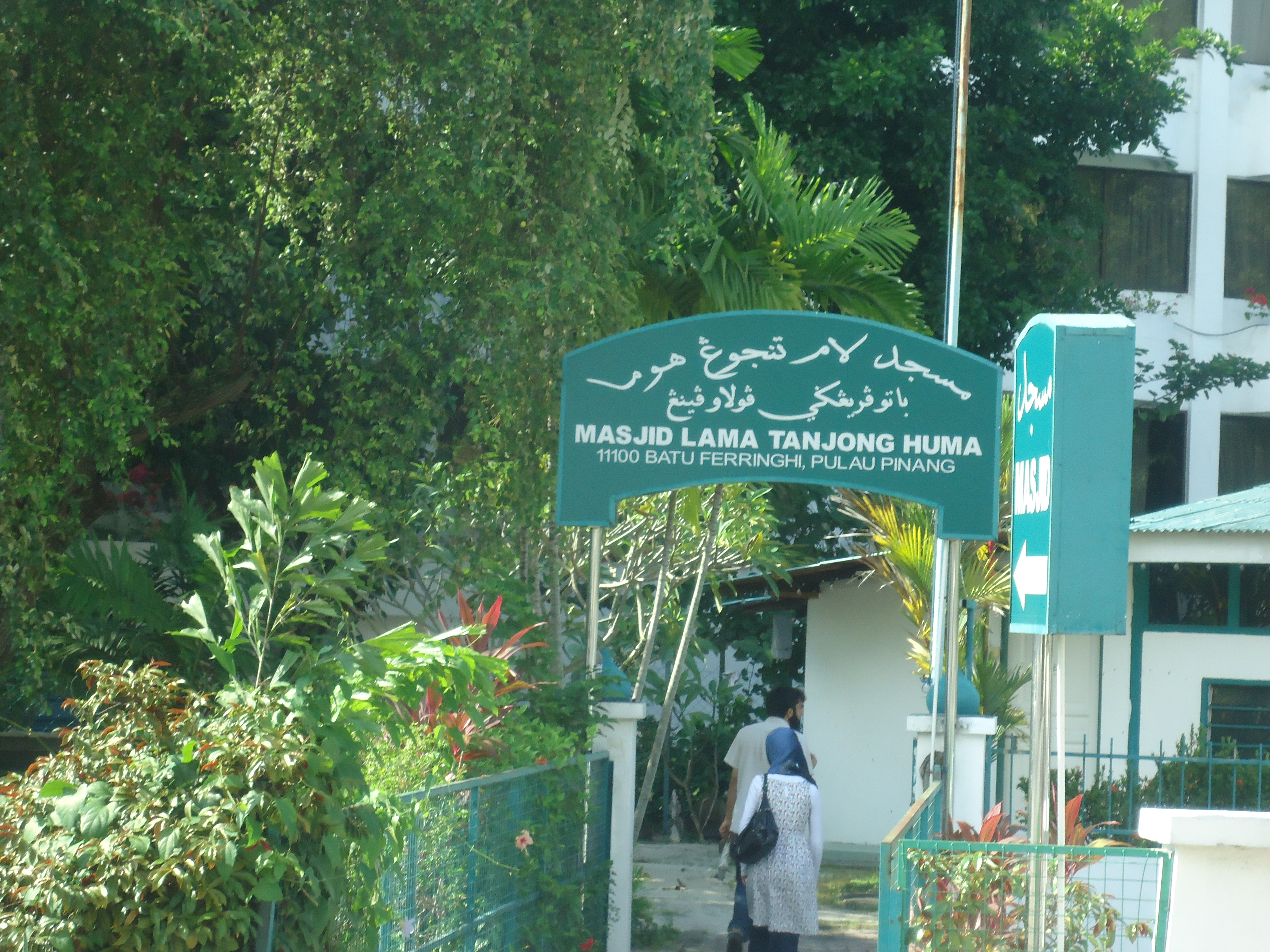

## وصلات خارجية
- موقع مسجد بينانج
- البوم صور مسجد بينانج
- عن مسجد بينانج نسخة محفوظة 14 يونيو 2014 على موقع واي باك مشين.